# Gutmaning
Gutmaning ist ein Gemeindeteil und eine Gemarkung der Oberpfälzer Stadt Cham im Landkreis Cham von Bayern.

## Geographie
Das Dorf Gutmaning liegt 3,5 km südöstlich der Stadtmitte von Cham in der Nähe der Bundesstraße 20.

## Geschichte
Gutmaning erscheint urkundlich erstmals 1345 in einer Urkunde des Heinreich der Ramsperigaer von Gütmaering. 1391 nennt sich ein Michael der Götlingär (Götlinger) nach Gutmaning; im Besitz dieses Rittergeschlechts blieb das Gut bis in das frühe 16. Jahrhundert. Nur am Anfang des 15. Jahrhunderts nennt sich Ulrich der Püdensdorfer nach Gutmaning. 1503 ist in der Landtafel aber ein Balthasar Götlinger eingetragen. Auf dem Heiratsweg kamen die Hofmark und Schloss Gutmaning dann in die Hand der Nußdorfer. 1540 tritt hier ein Michael von Gleißenthal auf Zandt, der sich mit Magdalena von Nußdorf verheiratet hatte und so die Nachfolge antrat.
Als Folge der Reformation treten 1622 die Schrenck von Notzing als Inhaber auf. Die früheren Besitzer, die Herren von Gleißenthal, dürften ihrer Religion wegen außer Landes gegangen sein. Im Zuge des Dreißigjährigen Krieges kehrten sie aber 1633 im Gefolge der Schweden wieder zurück. 1636 ist Hans Christoph von Berliching als Besitzer der Hofmark eingetragen. 1640 geht der Besitz auf dem Kaufweg an Hans Ludwig Wöhrner von Gossersdorf über, der es bereits 1645 wieder an Johann Jakob Schrenck von Notzing veräußert. 1650 wird Georg Christoph von Gleißenthal in seinen früheren Besitz eingesetzt, übergibt aber Gutmaning bereits 1656 wieder an die Schrenck von Notzing. Auf Schloss Gutmaning wird am 25. Juli 1714 Franz Xaver Schrenck von Notzing geboren († 1772 in Hogezand in den Niederlanden), der Gründer der norddeutschen Linie der Schrenck von Notzing.
Zu den Pertinenzen von Gutmaning gehörte neben der Ortschaft Gutmaning auch Ried am Sand (heute auch ein Ortsteil der Stadt Cham). 1820 genehmigte das Innenministerium die Errichtung eines Patrimonialgerichts II. Klasse, dem die Gemeinde Gutmaning, die mit dem bayerischen Gemeindeedikt von 1818 entstanden war, zugeordnet wurde.
Die adeligen Herrschaftsrechte wurden nach der Revolution 1848 aufgehoben. Bis 1873 blieb die Familie Schrenck von Notzing im Besitz des Schlosses, dann kamen neue Besitzer. Gutmaning wurde 1946 nach dem Zweiten Weltkrieg nach Chammünster eingemeindet. Im Rahmen der Gebietsreform in Bayern wurde zum 1. Mai 1978 die bis dahin selbstständige Gemeinde Chammünster in die Stadt Cham eingemeindet.

## Baudenkmale
- Schloss Gutmaning[5]